# جزایر فریسی غربی
جزایر فریسی غربی (هلندی: Waddeneilanden) شامل رشته جزیره‌هایی در دریای شمال و در سواحل هلند است که در راستای لبه دریای وادن قرار دارد. این جزایر به سمت شرق ادامه یافته و به نام جزایر فریسی شرقی متعلق به آلمان، بخشی از جزایر فریسی به‌شمار می‌روند.
جزایر فریسی امروزه بیشتر به عنوان مقصد تعطیلات معروف هستند. دسترسی به جزایر با کشتی‌های معمولی از سرزمین اصلی و توسط اپراتورهای تخصصی تور امکان‌پذیر است. دوچرخه‌سواری مطلوب‌ترین وسیله حمل و نقل در بیشتر جزایر است. در برخی جزیره‌ها، اتومبیل فقط برای ساکنین جزیره‌ها مجاز است.